# トリガー (医学)
トリガーとは、医療機器の作動のきっかけとなるものを意味する医学用語である。
たとえば、機械式人工呼吸器が回路内の呼吸ガスの流量または圧力などの変化を検知することにより、送気が行われるようにする等。
他に大動脈内バルーンパンピングの先端バルーンの拡張、収縮のタイミングを何に依存するかにも用いられる。
心電図トリガーと圧トリガーというふうに用いられることもある。